# Triphaenopsis
Triphaenopsis is een geslacht van vlinders van de familie Uilen (Noctuidae), uit de onderfamilie Hadeninae.

## Soorten
- T. cinerescens Butler, 1885
- T. confecta Walker, 1858
- T. diminuta Butler, 1889
- T. ella Strand, 1920
- T. indica Moore, 1881
- T. inepta Butler, 1889
- T. insolita Remm, 1983
- T. lucilla Butler, 1878
- T. postflava Leech, 1900
- T. pulcherrima Moore, 1867